# Ил Мађи (Болоња)
Ил Мађи (итал. Il Maggi) је насеље у Италији у округу Болоња, региону Емилија-Ромања.
Према процени из 2011. у насељу је живело 219 становника. Насеље се налази на надморској висини од 25 м.